# Miniopterus griffithsi
Miniopterus griffithsi (Довгокрил Ґріфітса) — вид ссавців родини лиликових. 

## Опис
Невеликого розміру, із загальною довжиною між 122 і 128 мм, довжина передпліччя між 48 і 50 мм, довжина хвоста від 54 до 63 мм, довжина стопи 8 мм, довжина вух від 13 і 14 мм, а вага до 15,5 гр. 
Шерсть довга й шовковиста. Спинна частина коричнева, світліша спереду, а черевна частина світло-коричнева. Вуха маленькі, трикутні й з тупим кінцем. Крилові мембрани темно-коричневі. Хвіст дуже довгий і повністю включений у велику хвостову мембрану, яка покрита дрібними світлішими плямами.
Випромінює ультразвук спочатку 61-99 кГц в кінці 40 кГц з остаточною максимальною енергією на 43,5—45,3 кГц.

## Проживання, поведінка
Ендемік Мадагаскару. Поширений в найпівденнішій частині Мадагаскару. Живе в колючих лісах і галерейних лісах. Ховається в печерах і скельних ущелинах. Під час сухого сезону накопичується підшкірний жир, щоб компенсувати брак видобутку. Харчується комахами.